# روپن
روپن (به آلمانی: Roppen) یک منطقهٔ مسکونی در اتریش است که در ناحیه ایمست واقع شده‌است. روپن ۳۰٫۸۶ کیلومتر مربع مساحت دارد ۷۲۴ متر بالاتر از سطح دریا واقع شده‌است.

## خواهرخوانده
شهر فرشهایم خواهرخواندهٔ روپن هست.